# Somebody to Love (Queen-Lied)
Somebody to Love ist ein Rocksong der Rockband Queen. Er wurde am 12. November 1976 als erste Single aus dem Album A Day at the Races veröffentlicht und zählt zu den bekanntesten Songs der Band. Ebenfalls ist er auf den Alben Greatest Hits und (in einer Cover-Version zusammen mit George Michael) Greatest Hits III enthalten.

## Geschichte
Das Stück wurde von Freddie Mercury am Klavier geschrieben. Es basiert ähnlich wie das im Jahr zuvor veröffentlichte Bohemian Rhapsody auf einer recht komplexen Melodie und einem Gospel-Chor-Arrangement. Roger Taylor bezeichnete das Stück als von Aretha Franklin beeinflusst.
Mercury sagte in einem Interview, er fände Somebody to Love vom Schreibaspekt besser als Bohemian Rhapsody.

## Kommerzieller Erfolg

### Chartplatzierungen
| ChartsChartplatzierungen       | Höchstplatzierung | Wochen |
| ------------------------------ | ----------------- | ------ |
| Deutschland (GfK)              | 21 (13 Wo.)       | 13     |
| Vereinigte Staaten (Billboard) | 13 (15 Wo.)       | 15     |
| Vereinigtes Königreich (OCC)   | 2 (9 Wo.)         | 9      |

| ChartsJahrescharts (1977)      | Platzierung |
| ------------------------------ | ----------- |
| Vereinigte Staaten (Billboard) | 88          |

### Auszeichnungen für Musikverkäufe
| Land/Region                  | Auszeichnungen für Musikverkäufe (Land/Region, Auszeichnung, Verkäufe) | Verkäufe  |
| ---------------------------- | ---------------------------------------------------------------------- | --------- |
| Brasilien (PMB)              | Gold                                                                   | 30.000    |
| Dänemark (IFPI)              | Platin                                                                 | 90.000    |
| Deutschland (BVMI)           | Gold                                                                   | 250.000   |
| Neuseeland (RMNZ)            | 2× Platin                                                              | 60.000    |
| Spanien (Promusicae)         | Platin                                                                 | 60.000    |
| Vereinigte Staaten (RIAA)    | 5× Platin                                                              | 5.000.000 |
| Vereinigtes Königreich (BPI) | 2× Platin                                                              | 1.200.000 |
| Insgesamt                    | 2× Gold · 11× Platin ·                                                 | 6.690.000 |

Hauptartikel: Queen (Band)/Auszeichnungen für Musikverkäufe

## Coverversionen
Beim Freddie Mercury Tribute Concert im April 1992, das anlässlich von Mercurys Tod stattfand, wurde das Stück von George Michael gesungen. Es existieren viele weitere Versionen, sei es z. B. live oder in Filmen, etwa von Anne Hathaway, Brittany Murphy oder Tony Hadley. Am 2. November 2018 erschien eine Coverversion von Troye Sivan.